# Vasile Borgovanu
Vasile Grigore Borgovanu (1850-1923) fue un pedagogo, escritor y político rumano.

## Biografía
Nació en 1850 en Satul Nou, cerca de Bistrița, en Transilvania. Comenzó sus estudios en Transilvania y los terminó en Budapest y Viena. Después de haber sido profesor de pedagogía y matemáticas en la escuela normal para estudiantes de Gherla, en 1888 fue llamado a Bucarest y nombrado profesor de pedagogía en la escuela normal para profesores de la capital, cargo que seguía ocupando a finales del siglo XIX. Sus principales publicaciones fueron Aritmetică şi Geometrie, Istoria pedagogică la Români, Curs de desen liniar, Curs gradat de caligrafie, Povăţuitor spre conducerea copiilor, Curs complect de aritmetică y Carte de citire. Borgovanu, que habría ocupado el cargo de senador tras la unión de Transilvania con Rumania, falleció el 11 de enero de 1923 en Bucarest.